# Stelletta ridleyi
Stelletta ridleyi är en svampdjursart som först beskrevs av William Johnson Sollas 1886.  Stelletta ridleyi ingår i släktet Stelletta och familjen Ancorinidae. Inga underarter finns listade i Catalogue of Life.